# Puigdalí
El Puigdalí és una muntanya de 492 metres que es troba al municipi d'Amer, a la comarca de la Selva.
Al cim podem trobar-hi un vèrtex geodèsic (referència 300096001) amb forma de pal cilíndric de 30 cm de diàmetre i 120 cm d'alçada a la frontera amb Sant Esteve de Llémena.
El 2019, s'hi havia erigit en una propietat privada una escultura d'una estelada d'acer, posada pels veïns cansats pels actes vandàlics contra el pal de fusta. L'escultura va ser destrossada per un grupuscle espanyolista.